# Svetlana Vassilevskaïa
Svetlana Vassilevskaïa (en russe : Светлана Васильевна Василевская) est une joueuse de volley-ball russe née le 28 avril 1971 à Sverdlovsk.